# آنتونیو واگنر دی مورایس
آنتونیو واگنر دی مورایس (به پرتغالی: Antonio Wagner de Moraes) مهاجم اهل برزیل است که در شهر برزیل و در تاریخ ۲ ژوئن ۱۹۶۶ به دنیا آمده‌است.
آنتونیو واگنر دی مورایس در تیم‌های فوتبال Fujita Industries، Otsuka Pharmaceuticals، کاشیوا ریسول سابقهٔ حضور دارد.